# Giggles (cantora)
Maria Respeo, melhor conhecida como Giggles (Bronx, Nova Iorque, 6 de novembro de 1970), é uma cantora americana de freestyle e dance-pop. Giggles é melhor lembrada pelo seu hit "What Goes Around Comes Around", que alcançou a posição #47 na Billboard Hot 100.

## Discografia

### Álbum de estúdio
| Ano  | Detalhes do álbum                                                          |
| ---- | -------------------------------------------------------------------------- |
| 1992 | He Loves Me...He Loves Me Not - Lançado: 1992 - Gravadora: Cutting Records |

### Singles
| Ano  | Single                          | Posições    | Posições                      |
| Ano  | Single                          | EUA Hot 100 | EUA Hot Dance Music/Club Play |
| ---- | ------------------------------- | ----------- | ----------------------------- |
| 1987 | "Love Letter"                   | —           | 48                            |
| 1988 | "Hot Spot"                      | —           | —                             |
| 1991 | "What Goes Around Comes Around" | 47          | —                             |
| 1992 | "He Said She Said"              | —           | —                             |
| 1994 | "Memories of Love"              | —           | —                             |
| 1998 | "I Will Survive"                | —           | —                             |